# Philips Sport Vereniging (femminile)
Il Philips Sport Vereniging (ned. Unione Sportiva Philips), noto semplicemente con l'acronimo PSV e internazionalmente come PSV Eindhoven, è una squadra di calcio femminile olandese, sezione femminile dell'omonimo club con sede nella città di Eindhoven, dalla stagione 2016-2017 iscritta all'Eredivisie, il livello di vertice del campionato olandese femminile di calcio.

## Storia
Nel 2012 le federazioni calcistiche del Belgio e dei Paesi Bassi decidono di istituire un campionato congiunto, la BeNe League attirando l'attenzione di nuovi club per disputare una competizione di livello potenzialmente più elevato. La decisione di creare una nuova squadra di calcio da iscrivere alla stagione inaugurale portano ad un accordo tra le due maggiori realtà calcistiche della città di Eindhoven, PSV e Eindhoven, per la creazione del PSV/FC Eindhoven.

## Palmarès
- Coppa dei Paesi Bassi: 1

2020-2021
- Eredivisie Cup: 1

2024-2025

## Organico

### Rosa 2021-2022
Rosa, ruoli e numeri di maglia tratti dal sito ufficiale, aggiornati al 20 agosto 2021.
| N. |                        | Ruolo | Calciatrice          |
| -- | ---------------------- | ----- | -------------------- |
| 1  | Paesi Bassi (bandiera) | P     | Sari van Veenendaal  |
| 2  | Stati Uniti (bandiera) | D     | Ellie Jean           |
| 3  | Paesi Bassi (bandiera) | D     | Melanie Bross        |
| 4  | Paesi Bassi (bandiera) | D     | Mandy van den Berg   |
| 5  | Paesi Bassi (bandiera) | D     | Janou Levels         |
| 6  | Paesi Bassi (bandiera) | D     | Maruschka Waldus     |
| 7  | Paesi Bassi (bandiera) | A     | Naomi Pattiwael      |
| 8  | Spagna (bandiera)      | C     | Georgina Carreras    |
| 9  | Danimarca (bandiera)   | A     | Amalie Thestrup      |
| 10 | Paesi Bassi (bandiera) | C     | Desiree van Lunteren |
| 11 | Paesi Bassi (bandiera) | C     | Nadia Coolen         |
| 12 | Paesi Bassi (bandiera) | P     | Daniëlle de Jong     |
| 14 | Paesi Bassi (bandiera) | C     | Laura Strik          |

| N. |                        | Ruolo | Calciatrice        |
| -- | ---------------------- | ----- | ------------------ |
| 15 | Brasile (bandiera)     | A     | Letícia            |
| 16 | Paesi Bassi (bandiera) | P     | Lisan Alkemade     |
| 18 | Danimarca (bandiera)   | C     | Caroline Rask      |
| 19 | Paesi Bassi (bandiera) | C     | Jeslynn Kuijpers   |
| 20 | Belgio (bandiera)      | C     | Julie Biesmans     |
| 21 | Paesi Bassi (bandiera) | C     | Maxime Snellenberg |
| 22 | Messico (bandiera)     | C     | Anika Rodríguez    |
| 23 | Australia (bandiera)   | C     | Amy Harrison       |
| 24 | Paesi Bassi (bandiera) | A     | Esmee Brugts       |
| 26 | Paesi Bassi (bandiera) | D     | Eef Smits          |
| 27 | Paesi Bassi (bandiera) | D     | Senna Koeleman     |
| 31 | Belgio (bandiera)      | P     | Femke Bastiaen     |

### Rosa 2019-2020
| N. |                        | Ruolo | Calciatrice           |
| -- | ---------------------- | ----- | --------------------- |
|    | Paesi Bassi (bandiera) | P     | Lisan Alkemade        |
|    | Messico (bandiera)     | P     | Cecilia Santiago      |
|    | Spagna (bandiera)      | P     | Elixabete Sarasola    |
|    | Giamaica (bandiera)    | D     | Dominique Bond-Flasza |
|    | Stati Uniti (bandiera) | D     | Chelsea Burns         |
|    | Paesi Bassi (bandiera) | D     | Janoe Levels          |
|    | Paesi Bassi (bandiera) | D     | Aniek Nouwen          |
|    | Paesi Bassi (bandiera) | D     | Yvonne van Schijndel  |
|    | Belgio (bandiera)      | C     | Julie Biesmans        |
|    | Malta (bandiera)       | C     | Rachel Cuschieri      |
|    | Paesi Bassi (bandiera) | C     | Dana Foederer         |

| N. |                        | Ruolo | Calciatrice                |
| -- | ---------------------- | ----- | -------------------------- |
|    | Islanda (bandiera)     | C     | Anna Björk Kristjánsdóttir |
|    | Stati Uniti (bandiera) | C     | Kaycie Tillman             |
|    | Paesi Bassi (bandiera) | C     | Kayleigh van Dooren        |
|    | Paesi Bassi (bandiera) | C     | Nurija van Schoonhoven     |
|    | Belgio (bandiera)      | C     | Sara Yuceil                |
|    | Paesi Bassi (bandiera) | A     | Nadia Coolen               |
|    | Paesi Bassi (bandiera) | A     | Romée Leuchter             |
|    | Paesi Bassi (bandiera) | A     | Jeslynn Kuijpers           |
|    | Paesi Bassi (bandiera) | A     | Naomi Pattiwael            |
|    | Paesi Bassi (bandiera) | A     | Joëlle Smits               |
|    | Paesi Bassi (bandiera) | A     | Katja Snoeijs              |

#### Staff tecnico
Informazioni tratte dal sito ufficiale, aggiornate al 6 agosto 2017.
- Allenatore:  Sander Luiten
- Assistente:  Ovidiu Stîngă
- Preparatore tecnico: Mihai Cojocaru
- Medico sportivo: Moniek van Heumen